# Le Roi de Kahel
Le Roi de Kahel est un roman de Tierno Monénembo publié le 30 avril 2008 aux éditions du Seuil et ayant reçu le prix Renaudot la même année. Il constitue avec Peuls, son précédent roman, un diptyque informel. 

## Historique
Ce roman a remporté le prix Renaudot le 10 novembre 2008 au onzième tour de scrutin par cinq voix contre quatre au roman Le Cas Sonderberg d'Elie Wiesel. Ce prix Renaudot récompense pour la quatrième fois un auteur de l'Afrique francophone.

## Résumé
L'histoire se déroule dans le royaume des Peuls : le Fouta-Djalon, un massif montagneux situé au centre de l'actuelle Guinée, surnommé « le château d'eau de l'Afrique de l'Ouest » parce que plusieurs fleuves de l'Ouest africain y prennent source. Tierno Monénembo y décrit l'épopée africaine de  l'aventurier lyonnais Aimé Olivier de Sanderval (1840-1919) qui ayant acquis de vastes terres sur le plateau de Kahel, en territoire peul, tenta d'y édifier un royaume. L'action se déroule entre 1879 et 1919. En 1879, la France a déjà un pied en Afrique, elle occupe le Sénégal, tandis qu'une colonie portugaise s'est installée en Guinée-Bissau et que le Royaume-Uni tente d'asseoir son influence dans la région. 
Sanderval a pour ambition de prendre possession pour lui-même et accessoirement pour la France de ce territoire. On le suit  durant son expédition africaine, sa rencontre avec l'almâmi, son retour en France où il tente de faire valider ses traités. De retour au Fouta-Djalon, il brigue et obtient un terrain de 20 km de long en plein centre du Fouta Djalon : le royaume de Kahel qu'il exploite et dans lequel il bat monnaie. Il en est chassé par les Français lorsque ceux-ci finissent par conquérir la Fouta-Djalon.

## Analyse
Ce roman de Tierno Monénembo s'inscrit dans la lignée de son précédent roman Peuls et du suivant Le Terroriste noir et concerne la destinée du peuple Peul du Fouta-Djalon. Dans son précédent roman, Tierno Monénembo avait déjà évoqué le personnage de Sanderval mais, s'appuyant seulement sur les archives coloniales, le portrait en était caricaturé. Pour écrire les aventures d'Aimé Victor Olivier de Sanderval, Tierno Monénembo a convaincu le petit-fils de celui-ci de lui ouvrir les archives familiales et c'est en s'appuyant sur les notes de voyage de Sanderval qu'il campe un portrait plus réaliste et plus nuancé de ce personnage. Idéaliste, fasciné par l'Afrique, il veut y apporter la culture européenne. Excessif et excentrique, son obsession lui fera perdre tout crédit auprès des décideurs français.
Tierno Monénembo, en suivant ses pas, présente un autre visage de ce qu'aurait pu être la colonisation française. Malgré ses ambitions, malgré ses idées préconçues sur les « nègres », Aimé (Yémé) de Sanderval cherche à découvrir et à comprendre le pays Peul. Il n'est pas dénué de cynisme car un des moteurs pour son étude de la civilisation peul est de pouvoir combattre les dirigeants en utilisant les mêmes armes qu'eux. Tierno Monénembo n'est pas tendre dans la description de ses ancêtres, manipulateurs et comploteurs, ils sont les rois du double langage.
Dans ce roman, riche en péripéties, Tierno Monénembo présente, dans une œuvre qui tient « à la fois de la biographie moderne et de la tragédie antique », une Afrique réaliste du XIXe siècle où sévit la malaria, la faim, les maladies, la mort... En opposition à ces périodes intenses, Tierno Monénembo décrit l'ambiance feutrée des cabinets parisiens de la Troisième République où tout se fait lentement et en douce, où le seul vrai connaisseur du peuple peul est systématiquement écarté des décisions. Tierno Monénembo présente ainsi le second visage de colonisation, celui des bureaux et des politiques, là où l'intérêt du peuple peul passe après des considérations stratégiques et économiques.
Avec Peuls (2004) et Le terroriste noir (2012), Le Roi de Kahel témoigne de « la volonté de l’auteur de rappeler la place de sa communauté (les Peuls de l’Afrique de l’Ouest) dans l’histoire mondiale ».

## Éditions
- Éditions du Seuil, 2008  (ISBN 978-2-02-085167-1), 261 p.
- Éditions Points, 2009  (ISBN 978-2757814611), 352 p.